# Spiniphryne duhameli
Spiniphryne duhameli es un pez que pertenece a la familia Oneirodidae. Habita en el Océano Pacífico. Las hembras de esta especie crecen hasta una longitud de 11,7 centímetros (4,6 pulgadas) SL. 
Posee un par de filamentos cortos y delgados en la punta, un apéndice pequeño, sencillo y sin filamentos distales en la parte posterior, y tres pares de filamentos largos y delgados en los laterales.
Fue reconocida por primera vez en 2006 por Theodore Wells Pietsch III y Zachary Hayward Baldwin.

### Lectura recomendada
- Pietsch, T.W. and M. Shimazaki. 2005. Revision of the deep-sea anglerfish genus Acentrophyrne Regan (Lophiiformes: Ceratioidei: Linophrynidae), with the description of a new species from off Peru. Copeia 2005(2):246-251.
- Pietsch, T.W. and Z.H. Baldwin0 A revision of the deep-sea anglerfish genus Spiniphryne Bertelsen (Lophiiformes: Ceratioidei: Oneirodidae), with the description of a new species from the Central and Eastern North Pacific Ocean. Copeia 2006(3):404-411. (Ref. 57704).
- Pietsch, T.W.0 Oceanic anglerfishes. Extraordinary diversity in the deep sea. Oceanic Anglerfishes, i-xii; 1-557pp. (Ref. 86949).